# 鬼娃恰吉 (電視劇)
《鬼娃恰吉》（英語：Chucky）是唐·曼奇尼创作的一部美国恐怖电视连续剧，改编自《鬼娃回魂》系列电影。该剧是该系列第七部電影《鬼娃回魂7》（Cult of Chucky）的續集，由布拉德·杜里夫（Brad Dourif）再次为恰吉配音，扎卡里·亚瑟（Zackary Arthur）、阿丽维亚·艾琳·林德（Alyvia Alyn Lind）、泰奥·布里奥内斯（Teo Briones）和比约尔文·阿纳尔森（Björgvin Arnarson）等主演。 演员阵容还包括菲奥娜·杜里夫、亚历克斯-文森特、克莉丝汀·爱丽丝、珍妮佛·提莉、比利·博伊德，他们再次出演了之前电影中的角色。
该剧为Syfy和USA电视台制作，讲述了恰奇在美国新澤西州的一个宁静小鎮哈肯薩克犯下的一系列神秘谋杀案。该系列的主创曼奇尼、制片人大卫·基施纳（David Kirschner）、尼克·安托斯卡（Nick Antosca）、哈雷·佩顿（Harley Peyton）和亚历克斯·赫德兰德（Alex Hedlund）共同担任执行制片人。该剧于2021年10月12日在Syfy和USA电视网首播， 並获得了评论界的普遍好评。2021年11月，该剧啟動第二季，并于2022年10月5日首播。2023年1月，宣布啟動第三，預定于2023年10月4日首播。 

## 集數
| 季數 | 集数 | 集数 | 首播日期       | 首播日期       |
| 季數 | 集数 | 集数 | 首映           | 季终           |
| ---- | ---- | ---- | -------------- | -------------- |
| 1    | 8    | 8    | 2021年10月12日 | 2021年11月30日 |
| 2    | 8    | 8    | 2022年10月5日  | 2022年11月23日 |
| 3    | 8    | 4    | 2023年10月4日  | 2023年10月25日 |
| 3    | 8    | 4    | 2024年         | 待定           |

## 外部連結
- 互联网电影数据库（IMDb）上《鬼娃恰吉》的资料（英文）
- 官方網站 （页面存档备份，存于） (Syfy)
- 官方網站 （页面存档备份，存于） (USA Network)